# Liste d'auteurs flamands
Ci-dessous sont répertoriés les auteurs neerlandophones et ouest-flamand de la Flandre belge et de la Flandre française.

## A
- Frank Adam
- Piet Van Aken
- Hilaire Allaeys
- Alstein
- Pieter Aspe
- Tom Aski (Benny Lootens)

## B
- Herman Baccaert
- Johan Ballegeer
- Dirk van Bastelaere
- Joris Frans Xaveer Berckmans
- Christiane Beerlandt
- Sandra Bekkari
- Marc de Bel
- Aster Berkhof (Lode Van den Bergh)
- J.M.H. Berckmans
- Jasper Bernarts
- Patrick Bernauw
- Thomas Blondeau
- Paul Bogaert
- Louis Paul Boon
- Dirk Bracke
- Stefan Brijs
- Walter van den Broeck
- Herman Brusselmans
- Geert Buelens
- Cyriel Buysse
- Leonard Buyst
- Stefaan Van Bossele

## C
- Karel Callebert
- Dimitri Casteleyn
- Lieven De Cauter
- Ernest Claes
- Paul Claes
- Hugo Claus
- Hendrik Conscience
- Mireille Cottenjé
- Johanna Courtmans-Berchmans
- Edmond de Coussemaker

## D
- Geertrui Daem
- Johan Daisne (Herman Thiery)
- Jan van den Dale
- Pieter Datheen
- Frank De Badrihayé
- René de Clercq
- Herman de Coninck
- Saskia De Coster
- Edmond de Goeyse
- Jos De Haes
- Geert De Kockere
- Lodewijk de Koninck
- Patricia De Landtsheer
- Ary Delen
- Jozef Deleu
- André Demedts
- Rita Demeester
- Valère Depauw
- Filip De Pillecyn
- Eric Derluyn
- Nestor de Tière
- Maria Doolaeghe
- Jaak Dreesen
- Gaston Duribreux
- Paul Duribreux
- Gaston Durnez

## E
- Joris Eeckhout
- Nicaise Ellebaudt
- Willem Elsschot (Alfons de Ridder)
- Gerda van Erkel
- Eric Eraly

## F
- John Flanders (Jean Ray (écrivain)Jean Ray)

## G
- Jef Geeraerts
- Guido Gezelle
- Remi Ghesquière
- Augier Ghislein
- Marnix Gijsen
- Maurice Gilliams
- Jules Grandgagnage
- Gust Gils
- Jo Gisekin (Leentje Vandemeulebroecke)
- Luuk Gruwez
- William Gijsen

## H
- Robin Hannelore
- Kristien Hemmerechts
- Robert Herberigs
- Stefan Hertmans
- Emanuel Hiel
- Gil vander Heyden
- Guido van Heulendonk
- Pol Hoste

## I
- Geert van Istendael

## J
- Alfons Jeurissen
- Renaat Joostens
- David Joris
- Lieve Joris

## K
- Pieter Frans van Kerckhoven
- Paul Kempeneers
- Eric de Kuyper
- Paul Koeck
- Paul Kustermans

## L
- Gie Laenen
- Patrick Lagrou
- Hubert Lampo
- Georges Nicolas Landré
- Tom Lanoye
- Pieter Lansens
- Ruth Lasters
- Patrick Lateur
- Virginie Loveling
- Ron Langenus

## M
- Patricia De Martelaere
- Marcel Matthijs
- Annik Meulemans
- Bob Mendes
- Paul Mennes
- Ivo Michiels
- Wies Moens
- Bart Moeyaert
- Brigitte Minne
- Richard Minne
- Jean-Paul Mulders

## N
- Tom Naegels
- Jan van Nijlen
- Leonard Nolens
- Joris Note

## O
- Paul van Ostaijen

## P
- Clément Pansaers
- Josse De Pauw
- Ivo Pauwels
- Elvis Peeters
- Koen Peeters
- Bert Peleman
- Hugues C. Pernath
- Maria Petyt
- Leo Pleysier
- Anne Provoost

## R
- Hugo Raes
- Brigitte Raskin
- Albrecht Rodenbach
- Ward Ruyslinck (Raymond de Belser)
- Pjeroo Roobjee
- Maria Rosseels

## S
- Maurits Sabbe
- Clem Schouwenaars
- Paul Snoek
- Rudy Soetewey
- Walter Soethoudt
- Felix Sperans
- Stijn Streuvels (Frank Lateur)
- Michel de Swaen

## T
- Herman Teirlinck
- Jean-Noël Ternynck
- Jeroen Theunissen
- Félix Timmermans
- Sarah Timmermans

## V
- Jos Vandeloo
- Roger Vanderdonck (nl)
- Iris Van de Casteele
- Stefaan Van den Bremt
- Ria van de Ven
- Jan A. Van Droogenbroeck
- Miriam Van hee
- Kamiel Vanhole
- Bart Van Loo
- Éric Vanneufville
- Monika van Paemel
- Eddy van Vliet
- Annelies Verbeke
- Peter Verhelst
- Dimitri Verhulst
- Leopold Vermeiren
- August Vermeylen
- Eriek Verpale
- Hugo Verriest
- Veerle Vrindts

## W
- Gerard Walschap
- Jan Van den Weghe
- Christian Wemke
- Anton van Wilderode
- John Wilms
- Paul de Wispelaere
- Karel van de Woestijne

## Z
- Lode Zielens